# 1914 Shells of Fury
1914 Shells of Fury là trò chơi máy tính thuộc thể loại mô phỏng tàu ngầm lấy bối cảnh Thế chiến thứ I do hãng h2f Informationssysteme và Rondomedia phát triển, Strategy First phát hành vào ngày 14 tháng 8 năm 2007. Game đặt trọng tâm vào việc điều khiển tàu ngầm Kaiserliche của Đức vào nửa đầu của cuộc chiến vào năm 1914 cho tới khi kết thúc. 

## Đánh giá
Một loạt các bài viết phê bình đăng trên website Gamerankings chỉ chấm cho game số điểm 46% trên 100%, dựa trên việc xếp hạng ở ba bài báo khác về game này.
Tạp chí Game Chronicles đăng một bài nhận xét, phê bình game về nhiều mặt, chẳng hạn như "các nhiệm vụ quá nhàm chán, lặp đi lặp lại và hầu hết có thể quên ngay sau khi chơi, không có nhiều sự lựa chọn phe phái, chỉ có thể chơi được duy nhất phe Đức, và game cũng không có chế độ chơi mạng. Mặc dù nhà phát triển có cung cấp thêm công cụ tạo màn cho phép người chơi chọn lựa địa điểm, điều kiện thời tiết và quy mô số tàu hộ tống mà người chơi muốn chiến đấu". Cuối cùng tạp chí này kết luận game chỉ thích hợp cho những fan hâm mộ thể loại mô phỏng tàu ngầm khó tính, thích sự thực tế trong cách chơi hơn là những người mới tiếp xúc thể loại này lần đầu.
Báo Washington Post cũng dành lời phê bình, chỉ trích tương tự về game này như sau: "Nếu bạn là một fan mô phỏng tàu ngầm khó tính, thì bạn có cơ hội thử sức với Shells of Fury, nhưng một số game khác cũng có những cái giống như vậy ở những nơi khác".